# Chester Brown
Chester Brown (Montreal, 16 de maio de 1960) é um cartunista canadense. Brown passou por vários períodos estilísticos e temáticos. Ele ganhou notoriedade nos círculos de quadrinhos alternativos na década de 1980 com a série surreal e escatológica Ed the Happy Clown. Após o fim abrupto de Ed, ele se dedicou aos quadrinhos autobiográficos confessionais no início da década de 1990 e foi fortemente associado aos colegas cartunistas Joe Matt e Seth, de Toronto, e à tendência dos quadrinhos autobiográficos. Duas graphic novels surgiram nesse período: The Playboy (1992) e I Never Liked You (1994). O sucesso surpreendente do mainstream nos anos 2000 veio com Louis Riel (2003), uma graphic novel histórico-biográfica sobre o líder rebelde Métis Louis Riel. Paying for It (2011) atraiu controvérsias como uma polêmica em apoio à descriminalização da prostituição, um tema que ele explorou ainda mais com Mary Wept Over the Feet of Jesus (2016), um livro de adaptações de histórias da Bíblia que Brown acredita promover atitudes pró-prostituição entre os primeiros cristãos.
Brown inicialmente autopublicou seu trabalho como uma minicomédia chamada Yummy Fur, no início de 1983; a editora Vortex Comics, de Toronto, começou a publicar a série como uma história em quadrinhos em 1986. O conteúdo tendia a temas polêmicos: um distribuidor e uma gráfica a abandonaram no final da década de 1980, e ela foi retida na fronteira entre o Canadá e os Estados Unidos. Desde 1991, Brown tem se associado à editora Drawn & Quarterly, de Montreal. Após Louis Riel, Brown deixou de serializar seu trabalho para publicar graphic novels diretamente. Ele recebeu subsídios do Canada Council para concluir Louis Riel e Paying for It.